# ACOL
ACOL is in Nederland het meest gebruikte biedsysteem voor het kaartspel bridge. Het is oorspronkelijk ontwikkeld in Londen in de Acol Bridge Club, die destijds aan Acol Road was gevestigd.
Er zijn veel boeken in het Nederlands over ACOL verschenen. De bekendste leerboeken voor de Nederlandse variant van ACOL zijn van 2 groepen schrijvers:
- Cees Sint en Ton Schipperheyn, makers van onder andere de in 1980 bekende AVRO bridgecursus en de serie 'Van Start tot Finish'
- Berry Westra, top-bridger (1990-2000 paar met Enri Leufkens), daarna schrijver van bridgeboeken

## Kenmerken
In vergelijking met andere systemen wordt Acol gekenmerkt door:
- een overwegend natuurlijk systeem: een geboden kleur toont meestal een vierkaart, een SA-bieding een gebalanceerde hand.
- een vierkaart hoog systeem, dus 1  ♥  en 1♠ tonen in tegenstelling tot bijvoorbeeld SAYC een vierkaart.
- veel gebruik van limietbiedingen. Veel biedingen begrenzen de hand in kracht en zijn niet forcerend. Het juiste gebruik hiervan is essentieel, bijvoorbeeld alle SA-biedingen of herbiedingen van een kleur zijn limietbiedingen.

De kracht van de 1SA-opening is verder een fundamentele keuze. In Nederland wordt meestal sterke SA (15-17 punten) gespeeld, in Engeland vaker de zwakke SA (12-14 punten).

## Basissysteem

### Openingen
Er zijn zes speciale duidelijke gedefinieerde openingsbiedingen, daarnaast is er een ruim openingsbod voor andere handen.
De speciale biedingen zijn
- 1SA : Niet forcerend. Toont een gebalanceerde hand (4-3-3-3, 4-4-3-2 of 5-3-3-2 verdeling) en een bepaalde door het bridgepaar afgesproken puntenrange. Vaak wordt of zwak (12-14), of sterk gespeeld (15-17), maar andere bereiken worden gespeeld. Sommige paren laten het puntenbereik afhangen van de kwetsbaarheid.
- 2♣ : Forcerend voor de manche. Is een conventioneel sterk bod, toont in het algemeen een hand vanaf 23 punten of een hand met ten minste negen speelslagen.
- 2 in een kleur : Forcerend voor een ronde. Sterke twee, toont een hand met ten minste acht speelslagen en een zeskaart in de geboden kleur
- 2SA : Niet forcerend. Toont een gebalanceerde hand met 20-22 punten.
- 3 in een kleur : Niet forcerend en preëmptief. Toont een zwakke hand, tot 10 punten, en meestal ten minste een zevenkaart in de geboden kleur.
- 3SA : Niet forcerend en preëmptief. Gambling.

Daarnaast is er het ruime openingsbod van
- 1 in een kleur : niet forcerend. Toont ten minste een vierkaart in de geboden kleur en wordt gedaan vanaf 11-12 punten. Ontkent elk van de speciale biedingen en is dus bijvoorbeeld van boven begrensd door de sterke 2 openingen.

### Antwoorden op 1 in een kleur
- pas : 0-5 punten
- 2 in partners kleur : Niet forcerend, vierkaart steun en 6-9 punten
- 3 in partners kleur : Niet forcerend, ten minste vierkaart steun en 10-12 punten, inviterend
- 4 in partners kleur : Niet forcerend, vijfkaart steun en 6-10 punten, preëmptief
- 1SA : Niet forcerend, 6-9 punten. Niet noodzakelijk gebalanceerd maar te zwak om nieuwe kleur op 2-niveau te bieden.
- 2SA : Niet forcerend, 10-12 punten, gebalanceerde hand, inviterend
- 3SA : Niet forcerend, 12-15 punten, gebalanceerde hand
- 1 in nieuwe kleur : Forcerend voor een ronde, toont een vierkaart en vanaf 6 punten
- 2 in nieuwe kleur (geen sprong) : Forcerend voor een ronde, toont een goede vierkaart vanaf 10 punten
- Sprong in nieuwe kleur : Forcerend voor de manche, toont een vijfkaart (of steun in partners kleur), vanaf 15 punten

Een SA-bieding ontkent een fit in partners kleur, een bod in een nieuwe kleur kan nog wel een vierkaart in partners kleur hebben.

### Antwoorden op 1SA
De aanpak en uiteraard de kracht verschilt afhankelijk van of het paar de sterke of de zwakke SA speelt.
- 2♣ : Staymanconventie, forcerend voor een ronde, informeert naar de hoge kleuren
- 2 in een kleur : 
  - zwakke SA, niet sterk en ten minste een vijfkaart. Partner moet passen.
  - sterke SA, kan analoog aan de zwakke SA, maar meestal worden transfers gespeeld.
- 2SA : Inviterend en gebalanceerd, dat is 11-12 punten bij een zwakke SA en 8-9 punten bij een sterke SA
- 3SA, 4♥  en 4♠ : Om te spelen
- 3 in een kleur :
  - zwakke SA, forcerend voor de ronde en ten minste een vijfkaart
  - sterke SA, forcerend voor de manche en ten minste een vijfkaart
- 4♣ : Gerber azen vragen
- 4SA : Kwantitatief, vraagt met een minimum te passen en met een maximum 6SA te bieden.

Antwoorden op 2SA gaan analoog. Naast Stayman wordt ook vaak de Niemeijer-conventie en Baron gespeeld.

### Antwoorden op 2♣
- 2♦  : forcerend voor de ronde, conventioneel en negatief. Met een absoluut minimum (0-2 punten) en geen aansluiting mag de volgende ronde gepast worden onder de manche.
- nieuwe kleur : positief, forcerend voor de manche. Ten minste een goede vijfkaart.
- 2SA : positief, forcerend voor de manche. Gebalanceerd en vanaf 8 punten.

### Antwoorden op sterke 2
- 2SA : forcerend voor de ronde, conventioneel en negatief. partner bepaalt het eindbod.
- nieuwe kleur : positief, forcerend voor de manche. Ten minste een goede vijfkaart en 8 punten.
- 3 in partners kleur : positief, forcerend voor de manche. Een driekaart steun en 5-8 punten.
- 3SA : Niet forcerend, gebalanceerd met 8-11 punten.

### Herbieding van de opener na 1-opening
Wanneer de opener een ongelimiteerde 1-opening heeft gedaan en zijn partner een ongelimiteerd antwoord in een nieuwe kleur heeft gedaan geeft de opener in zijn herbieding zijn kracht aan door al dan niet een sprongbod te doen. Een bod zonder sprong is minimaal en niet forcerend, een bod met sprong is maximaal, maar in het algemeen niet forcerend, maar slechts inviterend. Er zijn vier mogelijkheden :
- de eigen kleur herhalen
  - zonder sprong : Minimum 12-15 punten en een vijfkaart
  - met sprong : Inviterend, 16+ en meestal een zeskaart
- partners kleur steunen
  - zonder sprong : Minimum 12-15 punten en een vierkaart
  - met sprong : Inviterend, 16-18 punten en een vierkaart
  - mancheniveau : 19+ en een vierkaart
- SA Herbieden
  - zonder sprong : Minimum met gebalanceerde hand. Dit minimum is 15-17 als er zwakke SA wordt gespeeld en 12-14 bij sterke SA.
  - met sprong : Maximum, 18-19 punten, met gebalanceerde hand.
- Nieuwe kleur bieden
  - zonder sprong
    - lager dan 1e kleur : Minimum 12-15 punten en een vierkaart, de 1e kleur is van gelijke lengte of langer
    - hoger dan 1e kleur : Reverse, forcerend voor de ronde, maximum 16+ en een vierkaart, de 1e kleur is langer, dus ten minste een vijfkaart.

  - met sprong : forcerend voor de ronde, maximum 16+ en een vierkaart, de 1e kleur is van gelijke lengte of langer.

Hierna kan de beantwoorder in het algemeen beoordelen wat het eindcontract is. Als de herbieding van de opener een nieuwe kleur is, kan de vierde kleur-conventie gebruikt worden om de juiste speelsoort te vinden of om extra kracht aan te geven.